# Orly Castel - Bloom
Orly Castel - Bloom, născută Castel , la 26 noiembrie 1960 la Tel Aviv, este o scriitoare israeliană, considerată  inovatoare prin stilul simplu, uzual (limba numită de unii "subțire" sau "slabă", apropiată de limbajul cotidian, gazetăresc și familial) al prozei ei și prin ironia ei dureroasă.

## Biografie
Născută la Tel Aviv în 1960, Orly Castel - Bloom provine dintr-o familie de evrei originari din Egipt. Mama ei era funcționară de bancă, iar tatăl ei Salvo Castel, a lucrat la compania de aviație El Al. Moartea lui în urma unei tumori maligne și-a găsit ecou în cartea scriitoarei, „Dolly City”. Până la vârsta de 3 ani Orly Castel a fost îngrijită de guvernante franceze și astfel franceza a fost întâia ei limbă.
A învățat la gimnaziul „Herzliya” din orașul ei natal, iar după serviciul militar, a studiat vreme de un an cinematografia la Universitatea Tel Aviv. A mai studiat în continuare un an la Școala înaltă de arte dramatice „Beit Tzvi” din orașul vecin Ramat Gan. Trăiește la Tel Aviv și are doi copii din căsătoria cu ziaristul Gadi Bloom.

## Activitatea literară
Orly Castel - Bloom a început să publice în 1987, (culegerea de nuvele "Nu departe de centru"), a primit importante premii din Israel, (premiul Alterman, premiul Newman , premiul orașului Tel Aviv, etc.), iar o parte din scrierile sale au fost traduse în diverse limbi.
În anul 1999 a fost menționată pe lista celor 50 de femei influente în societatea israeliană.
UNESCO a inclus romanul ei "Dolly City" (1992) într-o culegere a creațiilor cele mai reprezentative. Acest roman a fost adaptat pentru o piesă de teatru care a fost reprezentată la Teatrul Kameri din Tel Aviv în 2006.

Orly Castel - Bloom

## Cărți
- 1987 - Lo rahok mimerkaz ha'ir (Nu departe de centrul orașului) povestiri scurte
- 1989 - Svivá oyènet (Mediu ostil) , povestiri scurte
- 1990 - Heyhan ani nimtzet? (Unde mă aflu?), roman
- 1993 Sipurim bilti retzoniyim  (Povestiri involuntare)
- 1997 - Shneynu nitnaheg yaffe (Amândoi vom fi cuminți), carte pentru copii
- 1998 - Dolly City, roman
- 1998 - Minna Lisa, roman
- 1998 - Hasefer hehadash shel Orly Castel-Bloom (Cartea cea nouă a lui Orly Castel-Bloom)
- 2000 - Radicali liberi
- 2002 - „Halakim Enoshiyim,” (Părți omenești), roman
- 2004  - Im órez lo mitvakhhim (Cu orezul nu se discută), culegere de 28 povestiri
- 2006 - Textil
- 2010 - Hayey Horef (Viață de iarnă)
- 2015 - Roman mitzrí (Roman egiptean)

## Premii și distincții
- Premiul orașului Tel Aviv - 1990
- Premiul Nathan Alterman - 1993
- Premiul primului ministru - 1994, 2001,2011
- Premiul Newman - 2003
- Premiul Lea Goldberg -2007
- Premiul Sapir - cel mai mare premiu literar israelian 2015 pentru „Roman egiptean”